# Turnovská pahorkatina
Turnovská pahorkatina je geomorfologický podcelek ve střední a severozápadní části Jičínské pahorkatiny. Zaujímá části okresů Jičín v Královéhradeckém kraji, Mladá Boleslav ve Středočeském kraji, Liberec, Jablonec nad Nisou a Semily v Libereckém kraji. Část území zabírá CHKO Český ráj, převážná část území patří do šířeji pojatého turistického regionu Český ráj.

## Poloha
Turnovská pahorkatina na východě sousedí s druhým podcelkem Jičínské pahorkatiny, Bělohradskou pahorkatinou. Dále sousedí s celky Ralská pahorkatina na severozápadě, Ještědsko-kozákovský hřbet na severu, Krkonošské podhůří na severovýchodě, Východolabská tabule na jihovýchodě, Středolabská tabule na jihu a Jizerská tabule na západě až jihozápadě.

## Geomorfologické členění
Podcelek Turnovské pahorkatiny (dle třídění Jaromíra Demka VIA–2A) má v geomorfologickém členění osm okrsků:
- Vyskeřská vrchovina (VIA–2A–1)
- Českodubská pahorkatina (VIA–2A–2)
- Turnovská stupňovina (VIA–2A–3)
- Mnichovohradišťská kotlina (VIA–2A–4)
- Mladoboleslavská kotlina (VIA–2A–5)
- Jičíněveská pahorkatina (VIA–2A–6)
- Chloumecký hřbet (VIA–2A–7)
- Jičínská kotlina (VIA–2A–8)

Kompletní geomorfologické členění celé Jičínské pahorkatiny uvádí následující tabulka:
| Geomorfologické členění Jičínské pahorkatiny                           | Geomorfologické členění Jičínské pahorkatiny | Geomorfologické členění Jičínské pahorkatiny |
| ---------------------------------------------------------------------- | -------------------------------------------- | -------------------------------------------- |
| ČESKÁ VYSOČINA • Česká tabule • Severočeská tabule                     |                                              |                                              |
| TURNOVSKÁ PAHORKATINA                                                  | Vyskeřská vrchovina                          | Trosky (511 m)                               |
| TURNOVSKÁ PAHORKATINA                                                  | Českodubská pahorkatina                      | Zabolky (530 m)                              |
| TURNOVSKÁ PAHORKATINA                                                  | Turnovská stupňovina                         | Sokol (562 m)                                |
| TURNOVSKÁ PAHORKATINA                                                  | Mnichovohradišťská kotlina                   | Káčov (351 m)                                |
| TURNOVSKÁ PAHORKATINA                                                  | Mladoboleslavská kotlina                     | Baba (363 m)                                 |
| TURNOVSKÁ PAHORKATINA                                                  | Jičíněveská pahorkatina                      | Veliš (429 m)                                |
| TURNOVSKÁ PAHORKATINA                                                  | Chloumecký hřbet                             | U doubku (367 m)                             |
| TURNOVSKÁ PAHORKATINA                                                  | Jičínská kotlina                             | Zebín (399 m)                                |
| BĚLOHRADSKÁ PAHORKATINA                                                | Hořický hřbet                                | Chlum (450 m)                                |
| BĚLOHRADSKÁ PAHORKATINA                                                | Miletínský úval                              | Krušina (376 m)                              |
| BĚLOHRADSKÁ PAHORKATINA                                                | Libotovský hřbet                             | Dehtovská horka (526 m)                      |
| BĚLOHRADSKÁ PAHORKATINA                                                | Královédvorská kotlina                       | Kamenec (352 m)                              |
| BĚLOHRADSKÁ PAHORKATINA                                                | Královédvorská niva                          | Na borkách (291 m)                           |
| PROVINCIE • Subprovincie • Oblast / Celek / PODCELEK • Okrsek • Vrchol |                                              |                                              |

## Nejvyšší vrcholy
Nejvyšším vrcholem Turnovské pahorkatiny je Sokol (562 m n. m.). V seznamu jsou uvedeny všechny vrcholy nad 400 m.
- Sokol (562 m), Turnovská stupňovina
- Zabolky (531 m), Českodubská pahorkatina
- Trosky (511 m), Vyskeřská vrchovina
- Hrobka (487 m), Českodubská pahorkatina
- Vyskeř (466 m), Vyskeřská vrchovina
- Přivýšina (464 m), Vyskeřská vrchovina
- Mužský (463 m), Vyskeřská vrchovina
- Velká hůra (458 m), Vyskeřská vrchovina
- Kostelní vrch (456 m), Českodubská pahorkatina
- Zbiroh (452 m), Turnovská stupňovina
- Malá Svinčice (449 m), Vyskeřská vrchovina
- Velká Svinčice (448 m), Vyskeřská vrchovina
- Brada (438 m), Vyskeřská vrchovina
- Veliš (429 m), Jičíněveská pahorkatina
- Loreta(425 m), Jičíněveská pahorkatina
- Stávek (416 m), Vyskeřská vrchovina
- Kamenec (414 m), Českodubská pahorkatina
- Židlovská horka (409 m), Českodubská pahorkatina
- Jestřábí (405 m), Českodubská pahorkatina
- Hrada (404 m), Vyskeřská vrchovina

## Větší města
Na území celku leží okresní města Jičín a Mladá Boleslav. Z dalších menších měst tu jsou, Mnichovo Hradiště, Bakov nad Jizerou, Český Dub, Hodkovice nad Mohelkou, Sobotka a Dolní Bousov.

## Fotogalerie

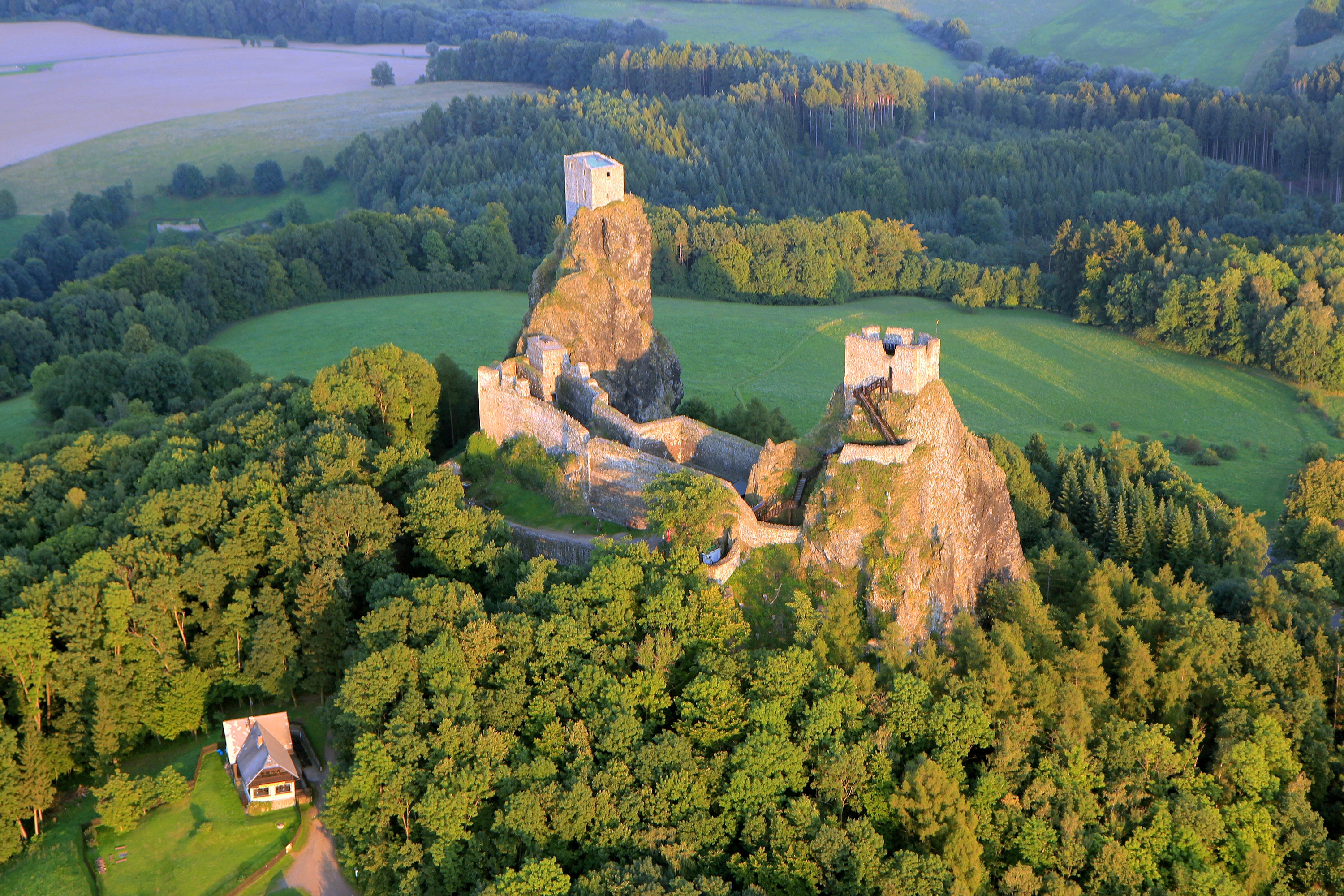
Trosky, letecký snímek
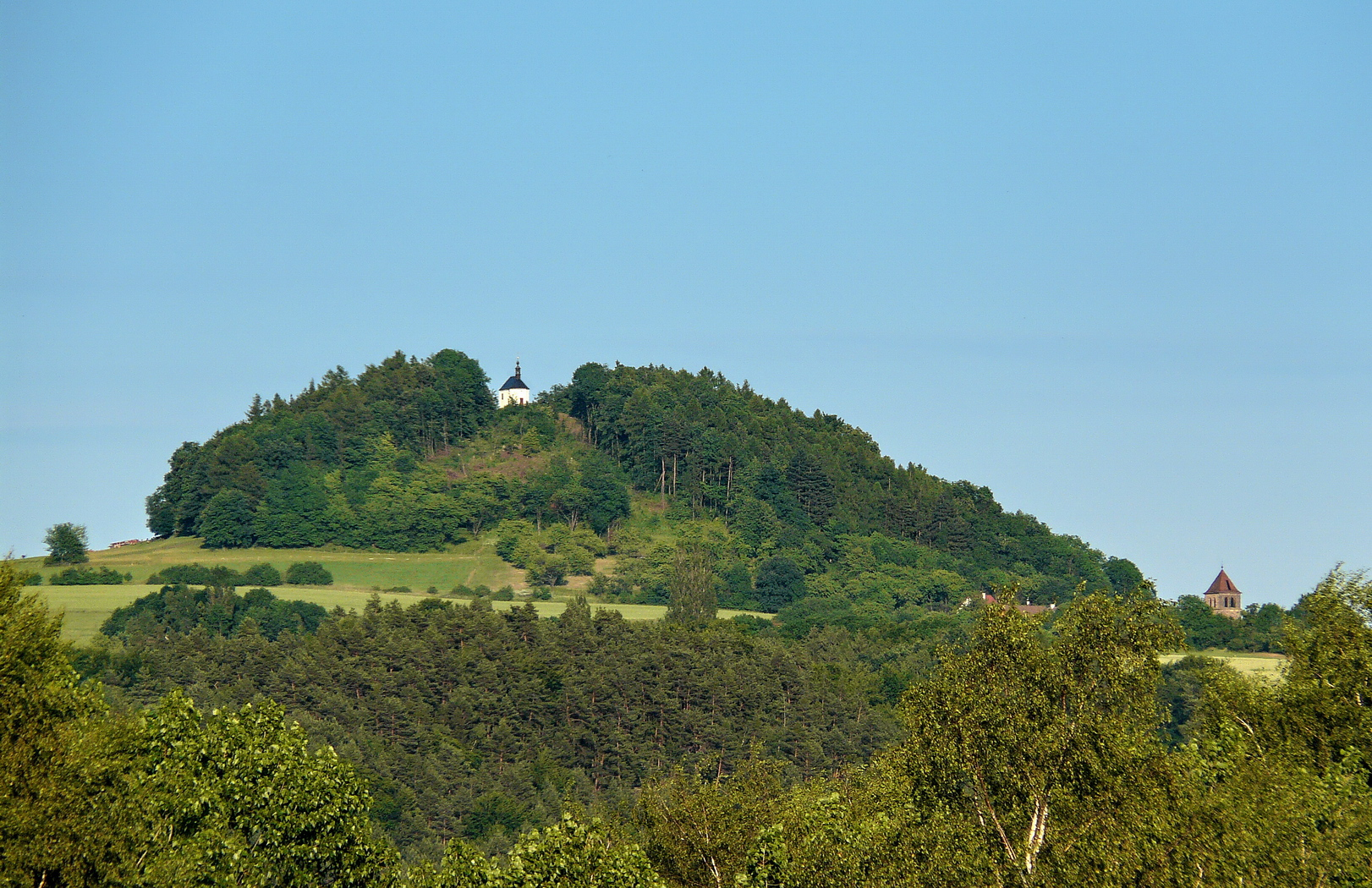
Vyskeř z Doubravy
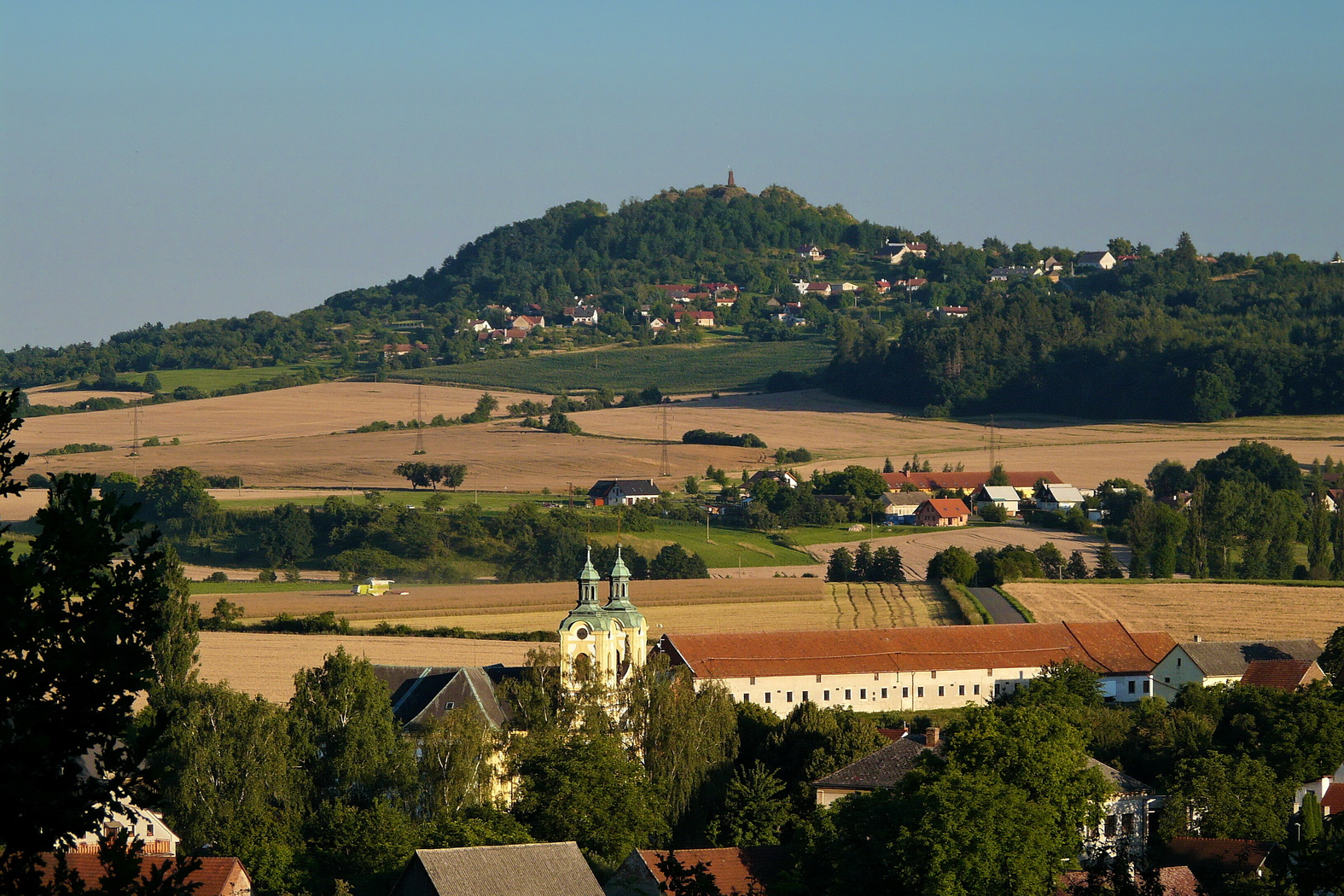
Veliš ze Svaté Anny
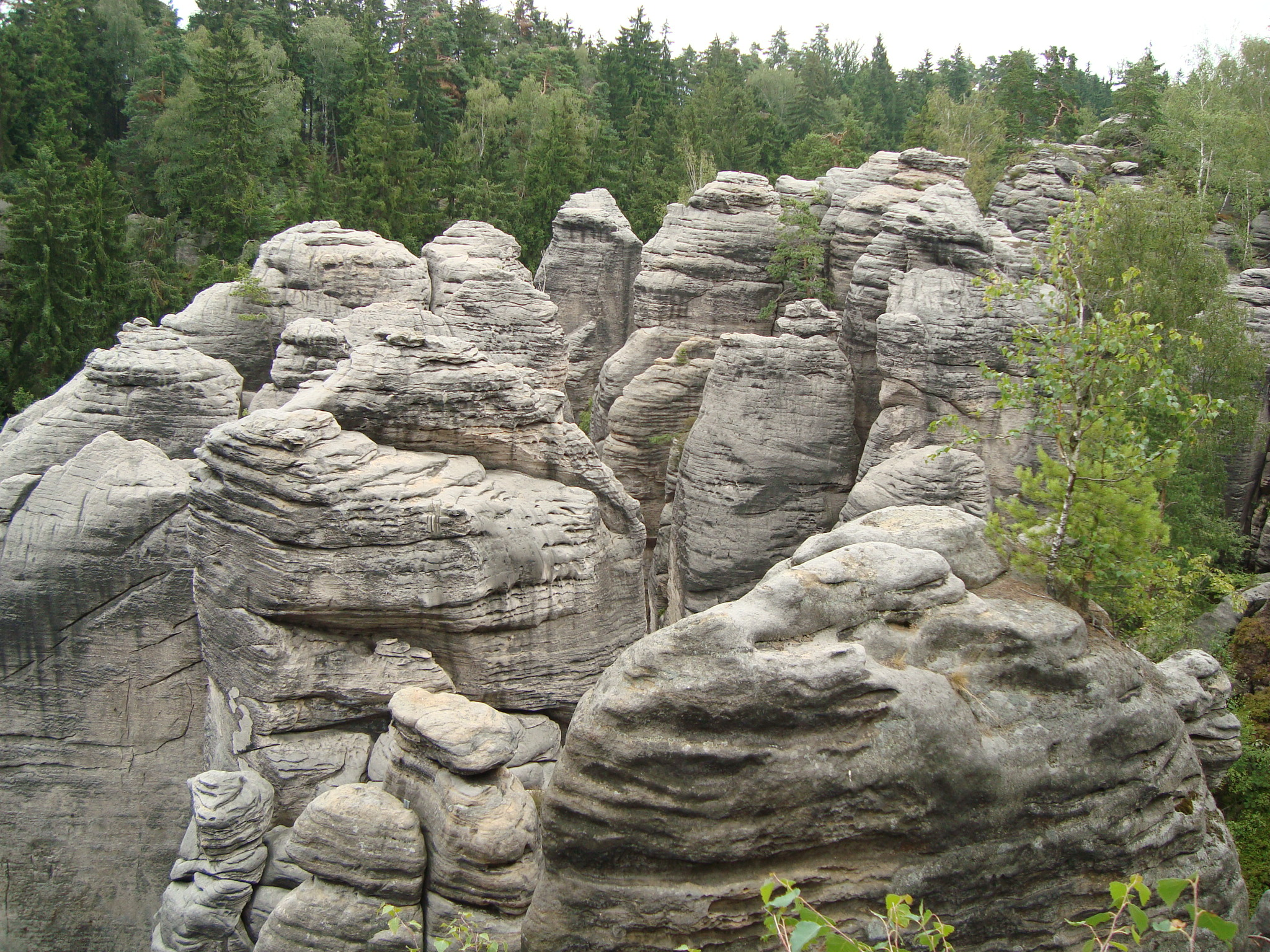
Prachovské skály
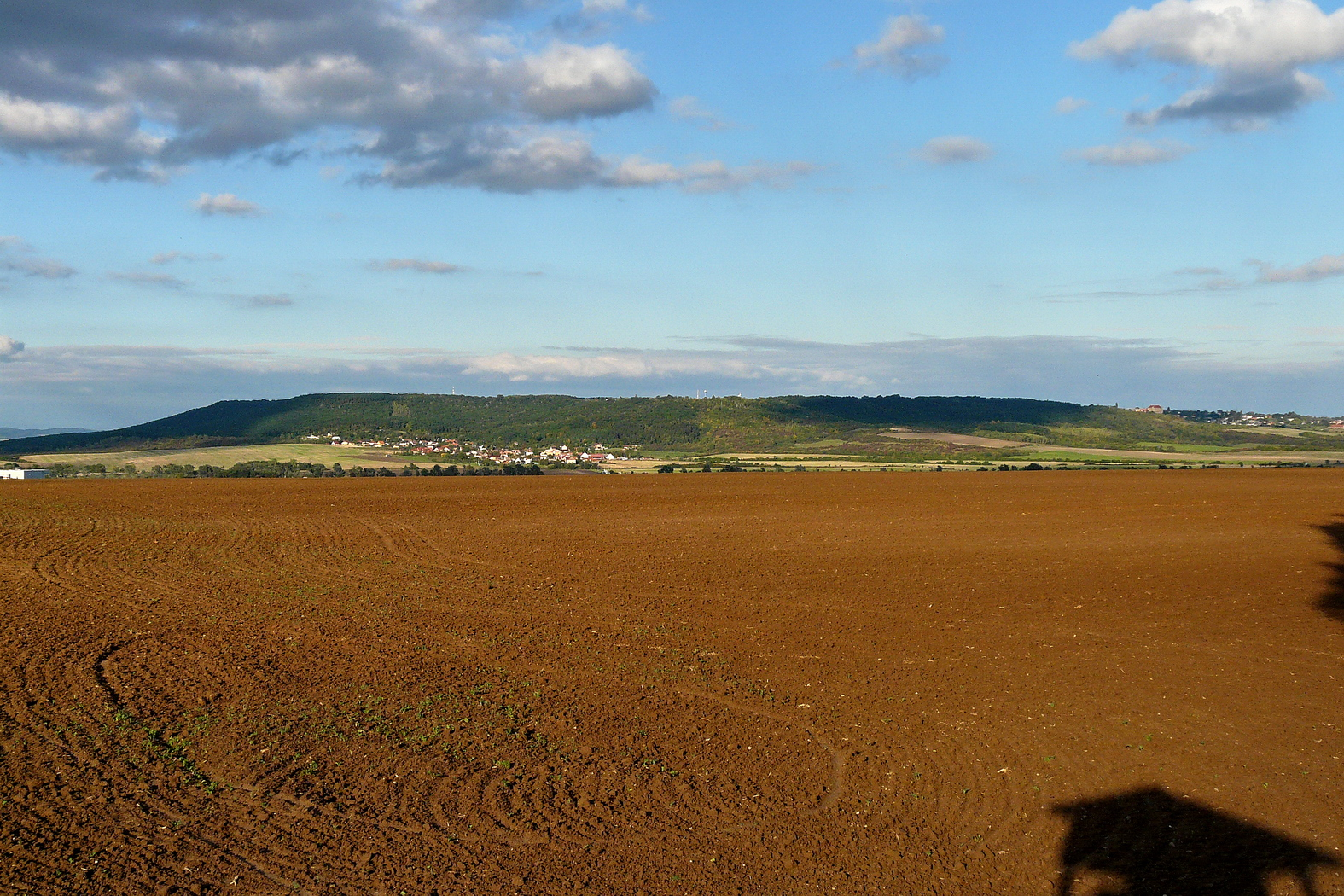
Chloumecký hřbet z jihu
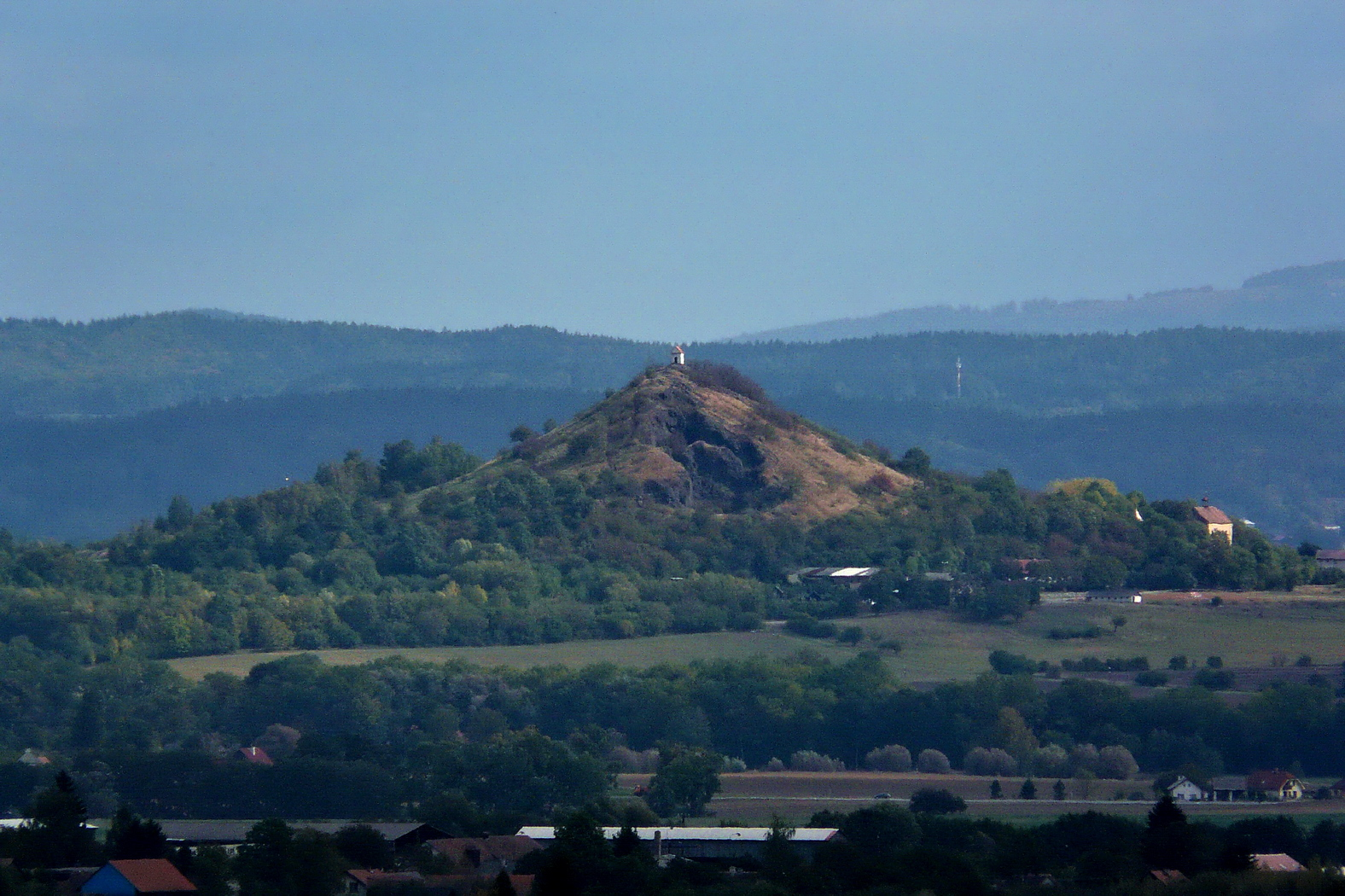
Zebín z vrchu Houser
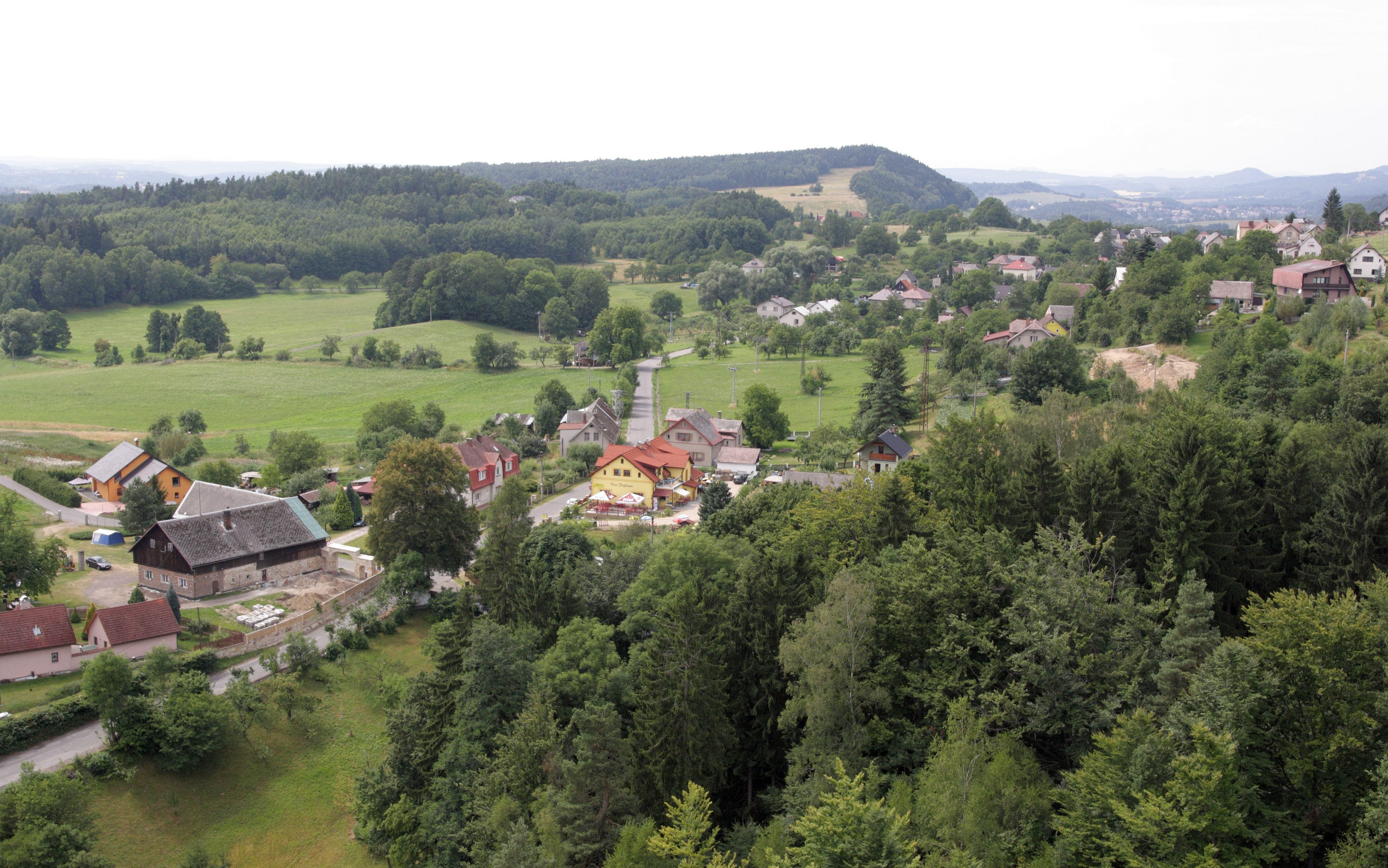
Zabolky z věže Frýdštejnu
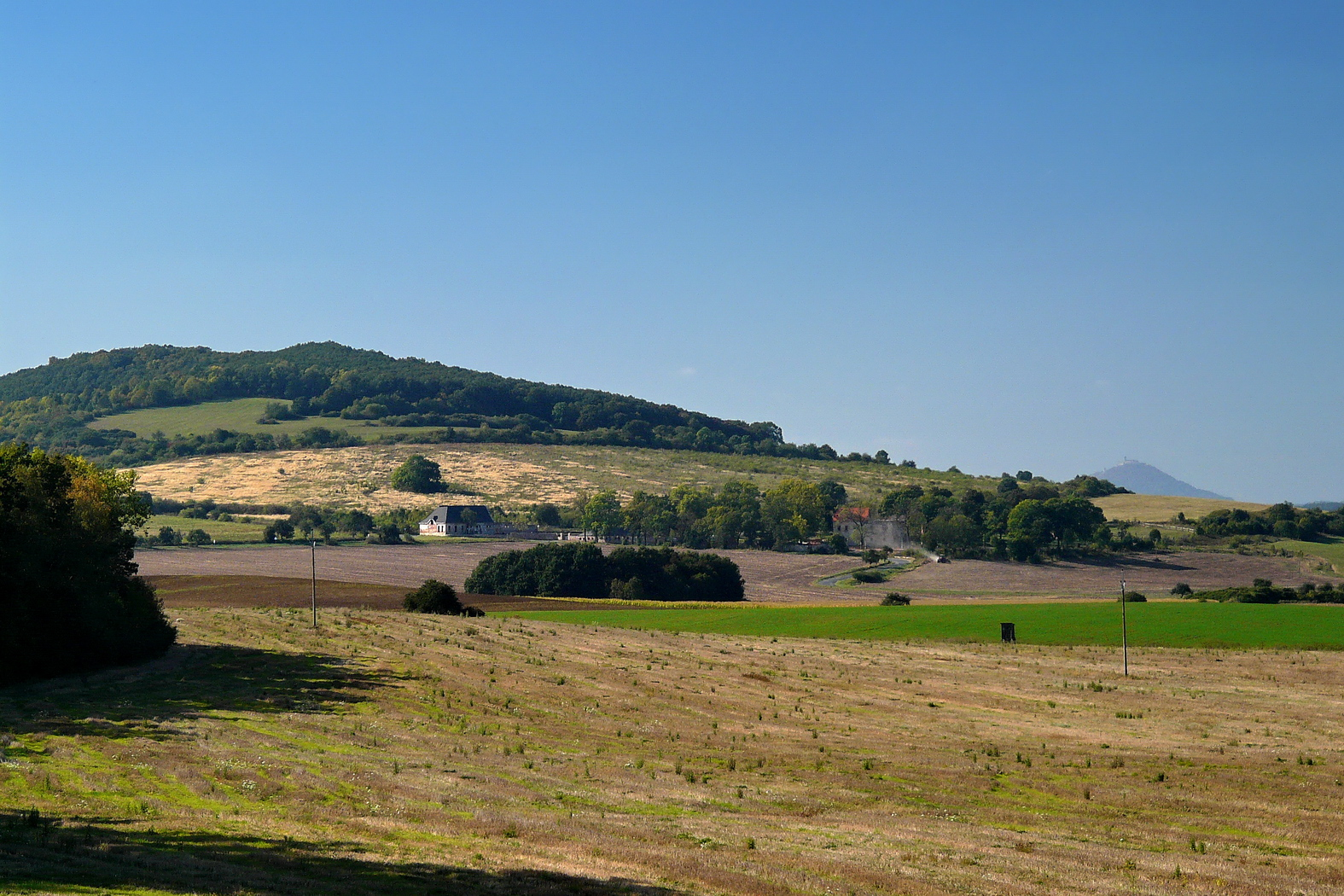
Vrcholy Baba a Dědek
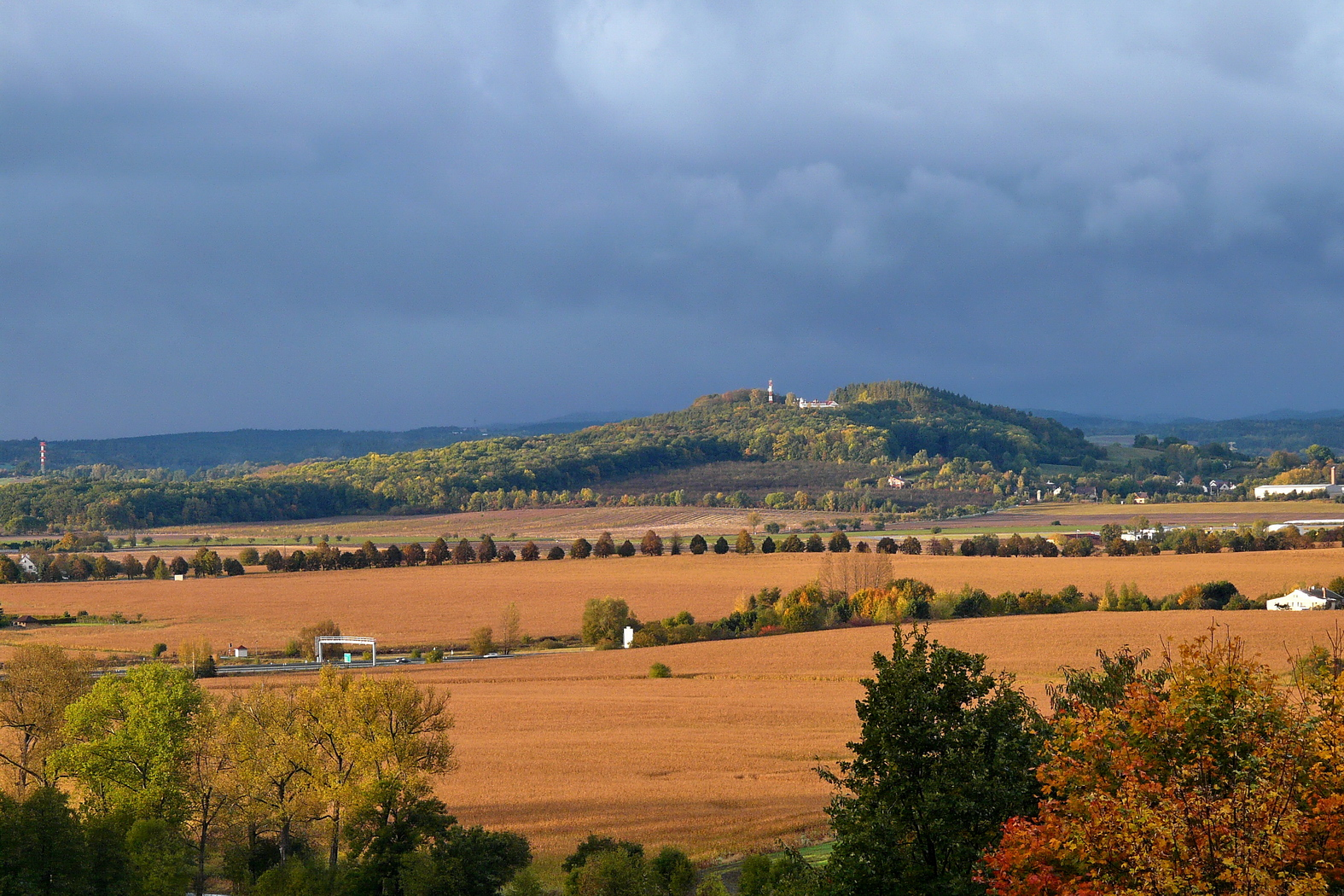
Káčov ze svahu Horky